# Recha Freier
Recha Freier (en hebreu: רחה פריאר), nascuda Recha Schweitzer, (Norden, 29 d'octubre de 1892 - Jerusalem, 2 d'abril de 1984) va ser una professora coneguda per fundar el 1933 l'organització Jugend-Alijah (en hebreu, עלית הנוער; «Aliyyà dels joves»). L'organització va salvar la vida de 7.000 nens jueus ajudant-los a sortir de l'Alemanya nazi cap al Mandat britànic de Palestina abans i durant l'Holocaust.
Recha Freier també va ser poetessa, música i activista social.

## Joventut
Recha Schweitzer va néixer en una família jueva ortodoxa a Norden (Alemanya). Els seus pares van ser Bertha (nascuda Levy, 1862-1945 a Theresienstadt), professora de francès i anglès, i Menashe Schweitzer (1856-1929), que va impartir diverses assignatures en una escola primària jueva. Va créixer en una família amant de la música i va aprendre a tocar el piano.
Ja de petita, Recha Schweitzer va patir l'antisemitisme; un cartell al parc de la ciutat de Norden deia «Els gossos i els jueus estan prohibits». El 1897, la seva família es va traslladar a Silèsia, on va rebre una educació a casa abans de cursar l'educació secundària a Głogów (Polònia), on patia les burles dels seus companys de classe perquè no escrivia durant el Sàbat. Aquesta humiliació li va impactar de per vida i la va convertir en una fervent sionista.
Recha Schweitzer va completar els seus estudis de Gymnasium a Breslau (Polònia), va aprovar els exàmens de professora de religió, i va estudiar filologia com a estudiant graduada a Breslau i Múnic (Alemanya).

## Vida familiar i carrera
El 1919 es va casar amb el rabí Dr. Moritz «Moshe» Freier (1889-1969), amb qui es va traslladar a Eschwege (Alemanya), a Sofia (Bulgària), i finalment el 1925 a Berlín (Alemanya), on el seu marit va treballar com a rabí. Els seus fills Shalhevet, Ammud i Zerem van néixer el 1920, el 1923 i el 1926 respectivament, i la seva filla Ma'ayan el 1929. Durant aquest temps, a més de les obligacions familiars, Recha Freier va treballar com a professora en una escola alemanya de Sofia, i com a escriptora i folklorista.

## Les activitats de laJugend-Alijah
El 1932, un any abans de l'ascens al poder dels nazis, el seu marit li va demanar que assistís cinc adolescents jueus als quals se'ls va negar la formació professional i ocupació a causa dels seus antecedents jueus. Després de dirigir-se primer a l'Agència Jueva d'Ocupació, que només podia aconsellar paciència, va concebre la idea que els nois poguessin ser enviats a Palestina, on podrien formar-se com a agricultors en els assentaments de treballadors jueus. Al final del 1932, el primer grup de joves va sortir de Berlín amb l'ajuda de fons recaptat per Freier. Aquest va ser el començament de la Jugend-Alijah (Aliyà dels joves). «L'absoluta insensibilitat de la vida jueva a la diàspora estava palpablement davant dels meus ulls», va escriure. Després d'això es va esforçar incessantment per salvar la joventut jueva d'Alemanya.
Les dificultats que va afrontar Recha Freier eren immenses. Les organitzacions i els pares jueus es mostraven escèptics sobre el pla d'enviar nens sols a un país llunyà. El gener de 1933, Recha Freier va fundar a Berlín el Comitè per a l'Ajuda de la Joventut Jueva (Hilfskomitee für Jüdische Jugend), conegut també amb el nom de Jugend-Alijah, que va ser reconegut pel Congrés Sionista Mundial però que en aquella etapa no va rebre cap suport financer. Recha Freier es va posar en contacte amb el moviment obrer a Palestina i amb Henrietta Szold, la fundadora de Hadassah, que tenia a la seva disposició el suport, tant financer com d'altres maneres, de la jueva estatunidenca. Freier va demanar a Szold que es fes càrrec dels adolescents després de la seva arribada a Palestina. Inicialment, Szold es va oposar al pla, considerant-lo inviable, però finalment va acceptar el paper que li va oferir Freier, convertint-se així en la directora de l'oficina de Jerusalem Aliyah de l'Aliyyà dels joves.
El 1938, Recha Freier va treballar al costat de persones com Aaron Menschel, director de l'oficina de Viena de l'Aliyà dels joves, en un esforç per salvar els jueus austríacs. També en aquest any, coincidint en gran manera amb la nit dels vidres trencats, els jueus a Alemanya de nacionalitat polonesa van ser arrestats i enviats als camps de concentració. Freier va intentar obtenir l'alliberament d'aquests jueus dels camps de concentració. Això va ser possible fent ús dels permisos emesos per les autoritats nazis i lliurats a l'òrgan de representació jueu (l'Associació de Jueus del Reich a Alemanya) per a la seva distribució a jueus que es comprometien a abandonar Alemanya en el termini de dues setmanes després de rebre el permís. Freier va agafar 100 permisos, sense permís i va omplir els noms dels presoners del camp de concentració jueus. Aquests presoners van ser alliberats i finalment van arribar a Palestina. Quan es va saber que Freier havia pres els permisos sense el coneixement dels oficials de l'Associació de Jueus del Reich a Alemanya, es va comunicar a Freier que ja no podia obtenir més permisos i va ser expulsada de la direcció sionista a Berlín, incloent del seu càrrec com a directora de les oficines de l'Aliyà dels joves.
Al 1939, l'Aliyà dels joves ja havia salvat 7.000 joves, que van emigrar cap a Palestina i van quedar absorbits en els assentaments de treballadors.
Freier va romandre a l'Alemanya nazi fins a mitjan 1940, i després va creuar il·legalment la frontera cap a Iugoslàvia amb l'ajut de contrabandistes professionals. Fins i tot després d'entrar a Iugoslàvia, va continuar les seves activitats i va assolir salvar 150 joves que els seus pares ja havien mort en camps de concentració. Després d'un viatge de diversos mesos a Iugoslàvia, va continuar fins a Palestina el 1941.
Quan Freier va arribar a Jerusalem, Szold va dir a Freier que no hi havia lloc per a ella al govern de l'Aliyà dels joves a Palestina. Per tant, Freier es va retirar del seu paper formal dins de l'Aliyyà dels joves. El 1943 Freier va establir el Centre de Formació Agrícola per a nens israelians que tenia com a objectiu proporcionar una educació adequada als nens de famílies empobrides, nens que vivien en condicions socials inferiors. Això ho va fer arranjant que aquests nens fossin criats en un quibuts, en els establiments de treballadors o en les unitats familiars creades amb aquest objectiu.
Es considera erròniament que Henrietta Szold és la fundadora de l'Aliyà dels joves. Només després de la mort de Henrietta Szold el 1945, quan Moshe Kol va estar al capdavant de l'organització (1947-1966), es van reconèixer els mèrits de Freier en establir l'organització i salvar milers de joves jueus alemanys. Això es va produir després que Freier presentés una demanda contra Kol, al·legant que el seu paper en la creació del moviment Aliyà dels joves i en la salvació de la vida de milers de joves jueus d'Europa, es va ignorar a propòsit.

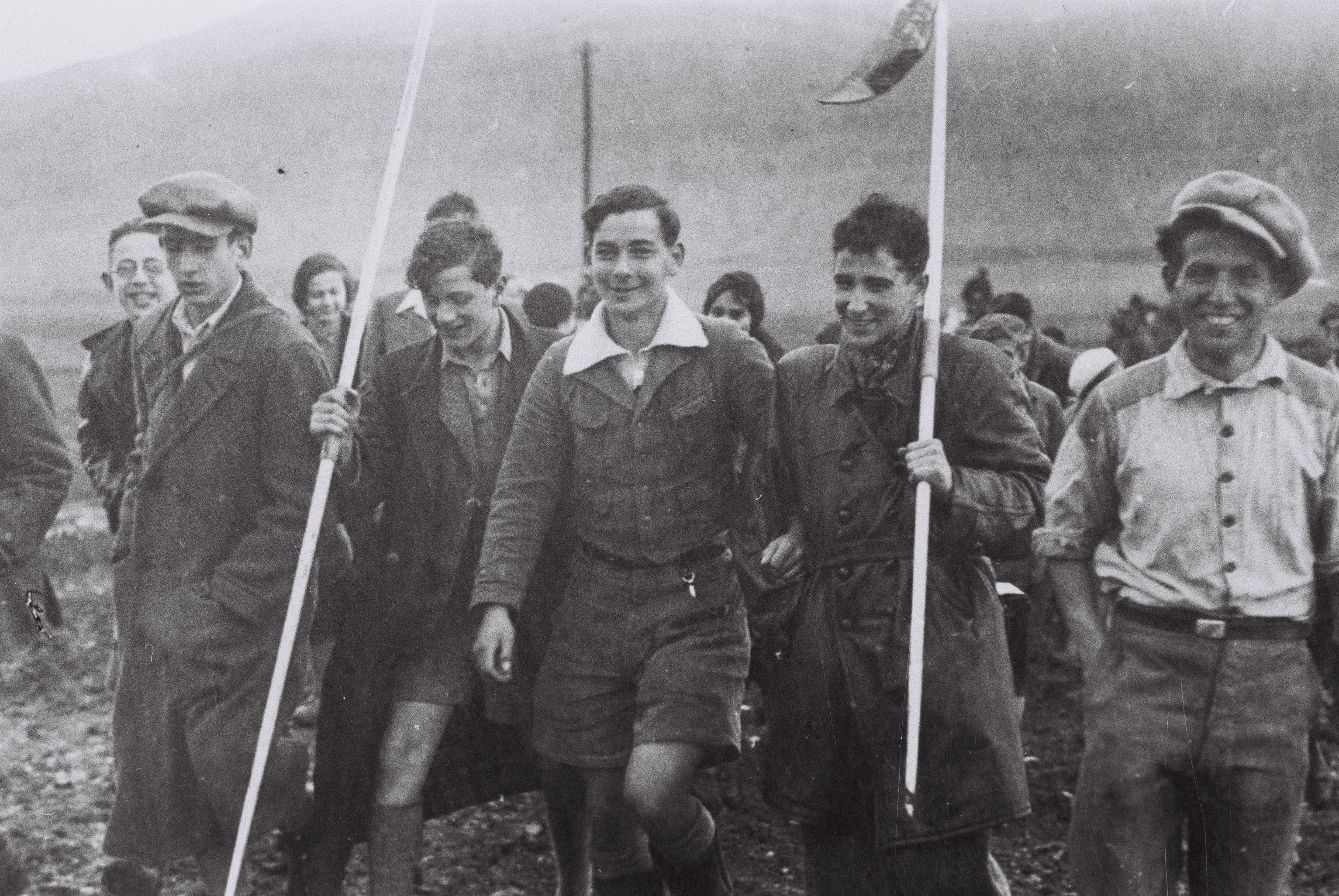
El primer grup alemany de la Jugend-Alijah caminant cap al quibuts Ein Harod, 1934
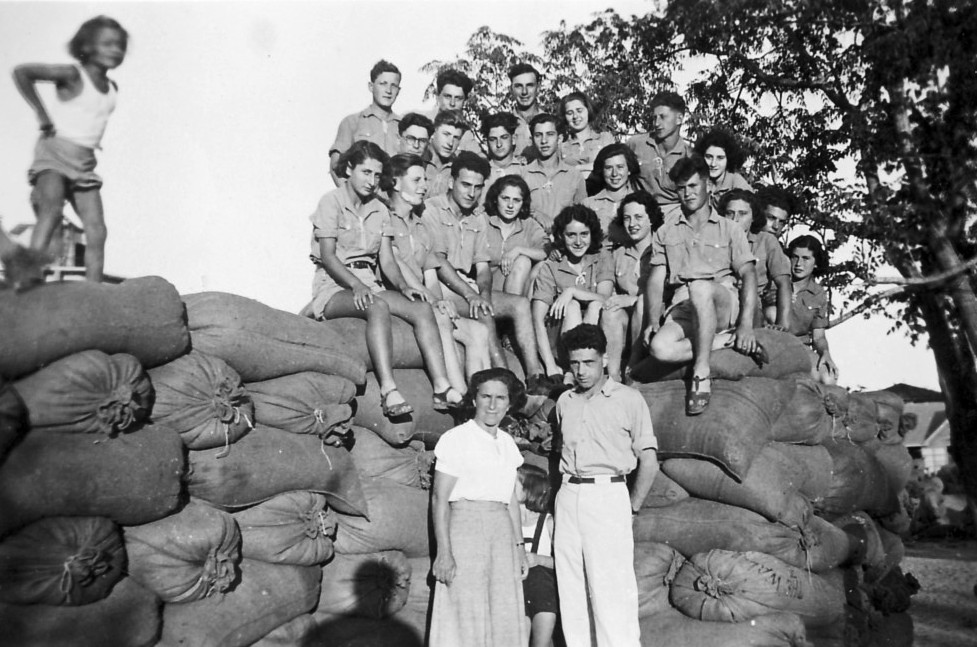
Un grup de joves de la Jugend-Alijah a Israel, 1946
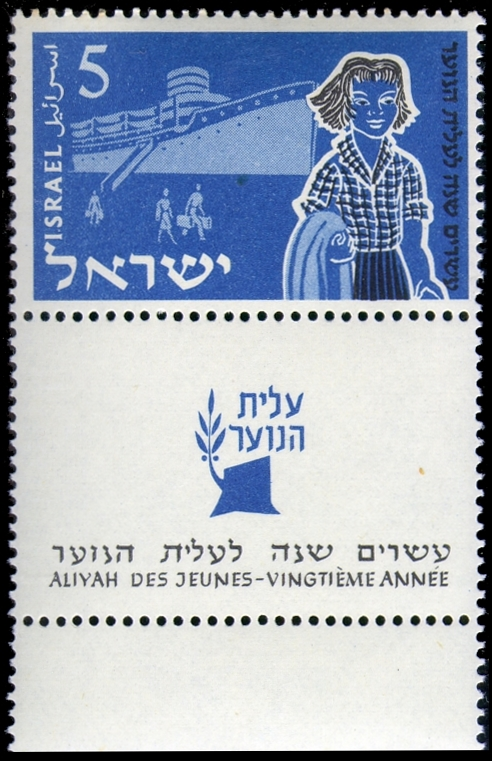
Segell de 5 mills: immigració per vaixell. Commemoració del 20è aniversari de la Jugend-Alijah, 1955
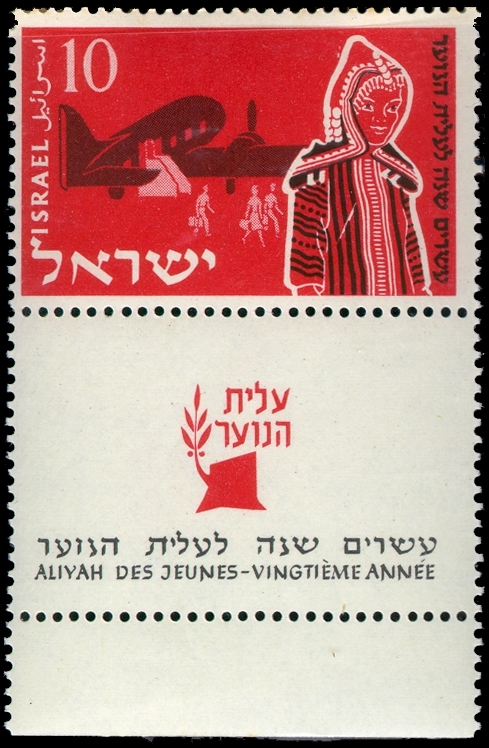
Segell de 5 mills: immigració per avió. Commemoració del 20è aniversari de la Jugend-Alijah, 1955

## Música i òpera
El 1958, Freier va establir la Fundació de Compositors d'Israel, i el 1966 va fundar, juntament amb el compositor Roman Haubenstock-Ramati, el festival Testimonium (Testimoni), dissenyat per donar suport a la música de les històries d'esdeveniments centrals en el la vida del poble jueu. Amb aquest propòsit, va comptar amb l'ajuda de compositors notables, jueus i no jueus, com Ben-Zion Orgad, Mauricio Kagel, Karlheinz Stockhausen, Iannis Xenakis, Lukas Foss i altres. També va escriure diversos llibrets per a compositors israelians. Aquests van incloure Mark Kopytman (Escenes de cambra de la vida de Süsskind von Trimberg, escrit per a la sèrie Testimonium, 1982), Josef Tal (Amnon i Tamar, 1958, basat en el Llibre de Samuel), i Yitzchak Sadai (Trail 19, 1982).

## Reconeixements
Recha Freier, mitjançant les seves activitats a l'Aliyà dels joves, va salvar a més de 7.000 joves jueus que van emigrar a Palestina i van quedar absorbits al Yixuv. El reconeixement va venir per primera vegada el 1975, quan va rebre un doctorat honoris causa de la Universitat Hebrea de Jerusalem per la seva idea inicial de «transport organitzat de joves cap als quibuts», i el 1981 va rebre el Premi Israel pel seu treball, la seva destacada contribució al poble i a l'Estat d'Israel en l'àmbit del benestar social, de la comunitat i de la joventut.

## Mort
Recha Freier va morir el 1984 a Jerusalem.

## Premis i commemoracions
- 1954 - Albert Einstein la va proposar pel Premi Nobel de la Pau.
- 1975 - Doctorat honoris causa de la Universitat Hebrea de Jerusalem per la idea de«transport organitzat de joves cap als quibuts».[1]
- 1981 - Premi Israel per a una contribució especial a la societat i a l'Estat d'Israel.[4]
- 1984 - Placa commemorativa a títol pòstum col·locada per l'Ajuntament de Berlín-Charlottenburg al Centre de la Comunitat Jueva en honor de «Recha Freier, la fundadora de l'Aliyyà dels joves».[1]
- 1990 - El Centre Educacional Recha Freier al quibuts Yakum (prop de Tel-Aviv), construït com a lloc de trobada de joves israelians, alemanys i altres, es va fundar en honor seu.[1]
- Kikar Recha Freier, una plaça del barri de Katamon de Jerusalem, porta el seu nom.
- 2018 - Es va emetre un segell israelià en honor seu.

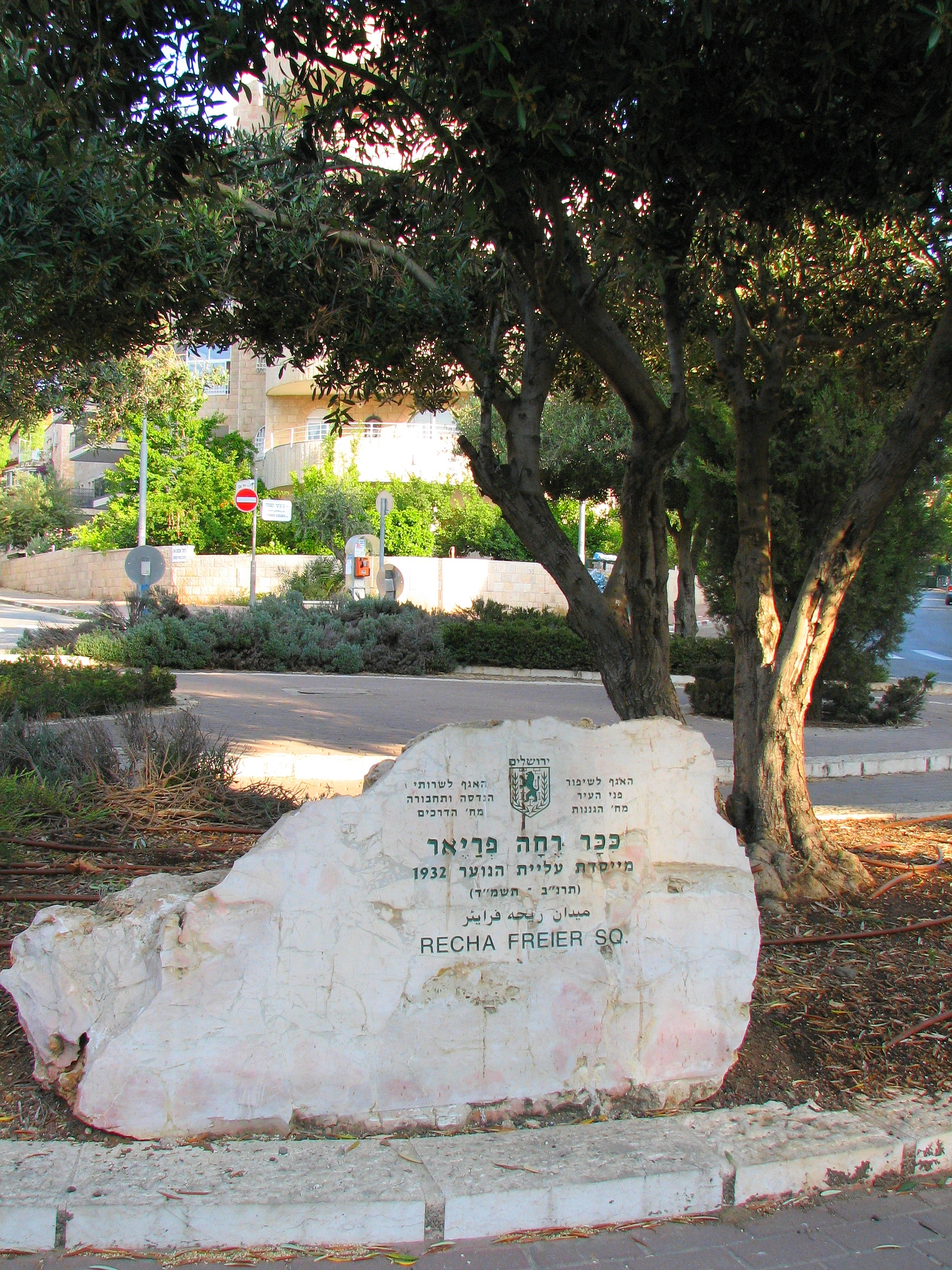
Plaça Recha Freier, al barri Katamon de Jerusalem
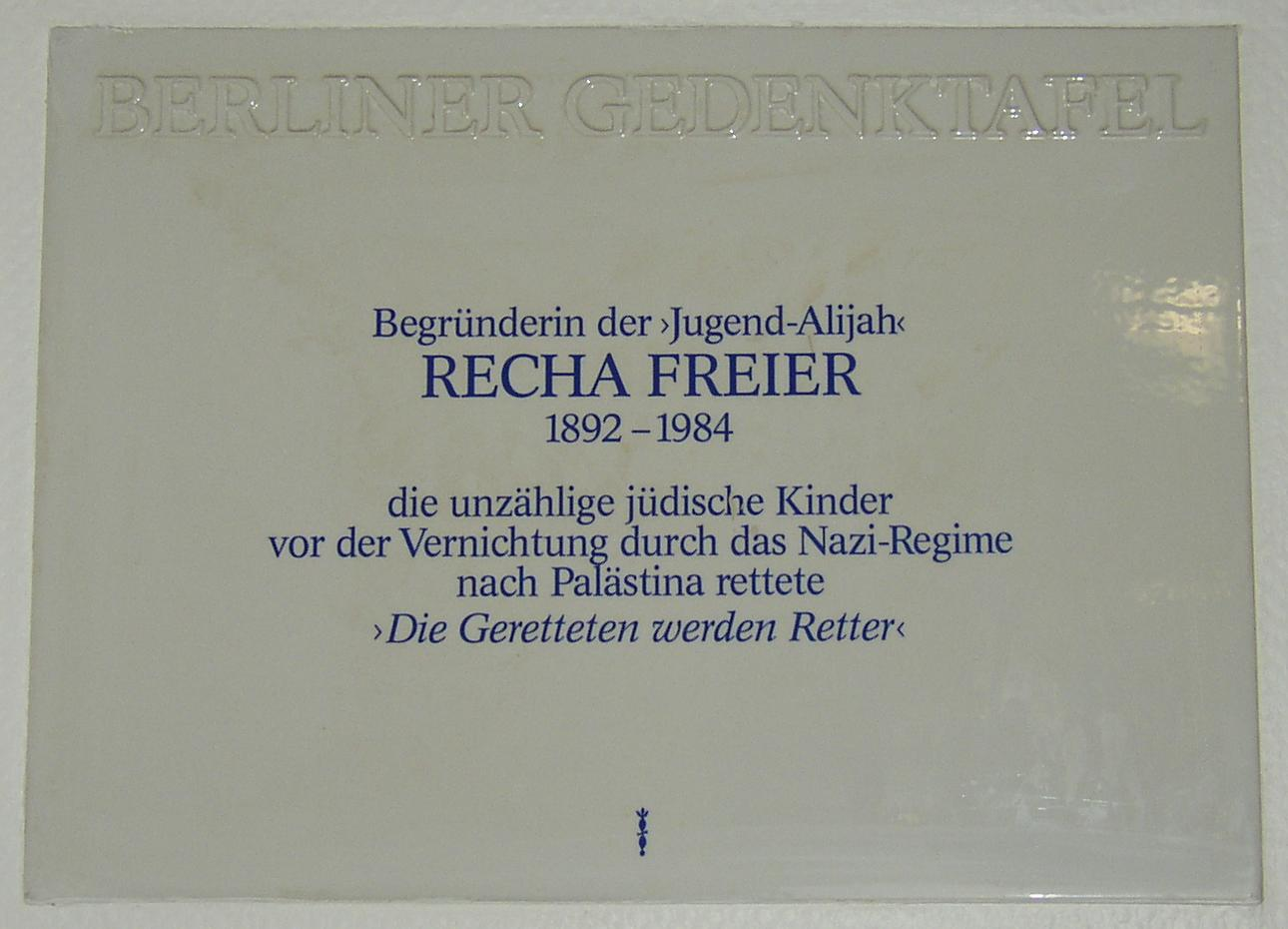
Placa commemorativa de Berlín per a Recha Freier

## Obres publicades (selecció)
- Arbeiterinnen erzählen (lit.: Històries explicades per dones treballadores), Berlín, 1935.[1]
- Auf der Treppe (lit.: A l'escala), Hamburg, 1976.[1]
- Fensterläden (lit.: Persianes de la finestra), Hamburg, 1979.[1]
- Let the Children Come: The Early History of Youth Aliyah (lit.: Que vinguin els nens: la història primerenca de l'Aliyyà dels joves), Londres, 1961.[1]
- Testimonium, recopilació de textos per a esdeveniments musicals: I Jerusalem (1968); II The Middle Ages (1971); III De Profundis (1974); IV Lucem cum Fulgeret («Si, quan he vist el sol que resplendia», Jb 31,26[Enllaç no actiu]) (1976); V Trial 19 (Spanish Inquisition) (1979); VI From the Revealed and From the Hidden (1983).[1]
- Llibret per a Escenes de cambra de la vida de Süsskind von Trimberg, de Mark Kopytman, òpera de cambra, 1982.

## Llegat
L'Aliyà dels nens i dels joves va rescatar 7600 nens de l'Alemanya nazi. L'organització continua activa avui en dia, ajudant nens orfes que entren a Israel en diverses onades d'immigració. Des de la seva fundació, segons l'organització s'han atès més de 350.000 nens i adolescents de més de 80 països.